# William Eskelinen
Karl William Eskelinen (født 3. september 1996) er en svensk fodboldspiller, der spiller målmand. Siden februar 2022 har han spillet for Örebro SK.
Han har tidligere spillet i mindre svenske klubber, i Allsvenskan-klubben GIF Sundsvall samt i danske AGF.

## Klubkarriere
Eskelinen begyndte at spille fodbold som femårig i Skogås-Trångsunds FF, og som  tolvårig kom han til IF Brommapojkarna. Han fik aldrig seniordebut for klubben, men efter et skift til 2. divisionsklubben Värmdö IF, og her fik han i 2014 11 kampe på førsteholdet.

### Hammarby IF
I marts 2015 skrev han kontrakt med Allsvenskan-klubben Hammarby IF, der i første omgang udlånte den unge målmand tilbage til Värmdö, hvor han spillede yderligere 20 kampe. Senere fulgte udlån til IFK Aspudden-Tellus og Enskede IK med spilletid i begge klubber; Eskelinen kom aldrig til at spille en Allsvenskan-kamp for Hammarby.

### GIF Sundsvall
I januar 2017 skrev William Eskelinen under på en treårig kontrakt med ligarivalerne fra GIF Sundsvall. Han fik debut i Allsvenskan i en 2-1-sejr over AFC Eskilstuna 18. september samme år efter en skade til førstemålmanden Tommy Naurin.

### AGF
I foråret 2019 havde AGF lejet den polske målmand Kamil Grabara i Liverpool FC, men skønt han havde stor succes, havde klubben ikke mulighed for at holde på spilleren. Derfor havde man behov for en ekstra målmand som supplement til spanske Óscar Whalley, og ham fandt man i den unge Eskelinen, der fik en femårig kontrakt med klubben fra juli 2019.
Han var førstemålmand i sin første sæson i AGF, hvor klubben vandt bronze i Superligaen, men i begyndelsen af sæsonen 2020-2021 lejede AGF igen Grabara, hvorpå denne blev førstemålmand i resten af sæsonen. Efterhånden blev Eskelinen også overhalet af AGF's egen ungdomsspiller Daniel Gadegaard. Efter at Grabaras lejemål var ophørt, hentede AGF Jesper Hansen som ny førstemålmand til 2021-2022-sæsonen, og Eskelinens position i klubben blev mere og mere perifer.
Derfor var det ikke nogen overraskelse, at han i februar 2022 skiftede tilbage til Sverige, hvor han fik en toårig kontrakt i Superettan-klubben Örebro SK.

## Landshold
William Eskelinen har spillet en enkelt kamp for henholdsvis Sverige U/17 og Sverige U/19.

## Famile
William Eskelinen er søn af den tidligere fodboldspiller Kaj Eskelinen.